# Halmeu, Satu Mare
Halmeu (în maghiară Halmi, în germană Holmen) este satul de reședință al comunei cu același nume din județul Satu Mare, Transilvania, România.

## Descriere
Halmeu se află în Câmpia Ugocei, în partea de nord a județului Satu-Mare. Este punct de trecere internațională rutieră și feroviară a frontierei româno-ucrainiene. Vecini : Porumbești la vest, Ucraina la nord si la vest, Turulung la sud-est, râul Tur la sud, Tămășeni la nord-est. Comuna Halmeu are 5000 de locuitori din care 3747 în satul-reședință, 440 în Băbești, 350 în Dabolț, 441 în Mesteacăn și 24 Halmeu Vii. Halmeu este străbătut de râul Tur pe o distanță de 11 km. având o adâncime cuprinsă între 2-4 m. Tot aici se află Rezervația naturală Râul Tur. Lacurile sunt reprezentate prin cel de la Dabolț. Halmeu este reședința comunei, iar numele îi vine de la "halom" , care înseamnă ridicătură și se ajunge prin transformările Halom-Halmey-Holmi-Halmii-Halmei-Halmeu.

## Structura etnico-religioasă
Din punct de vedere etnic 60% din locuitori sunt români, 40% maghiari. Religiile dominate sunt cea ortodoxă, romano-catolică, reformată, penticostali, adventiști, baptiști și martori ai lui Iehova.

## Date economice
Ocupația de bază a locuitorilor este agricultura. Pământurile din zona Halmeu sunt propice mai ales pentru cultivarea căpșunilor. Încă înainte de al doilea război mondial, în Halmeu s-au adus și cultivat primele plante de căpșuni. Halmeu este numită de alți vecini ai județului "Țara Căpșunilor". Se mai cultivă pe suprafețe întinse, gogoșari, roșii, vinete, cartofi și varză. Culturile de legume se realizează pe câmp, dar și în solarii. O cultură deosebită este cea a viței de vie. Deși cultivată pe o suprafață relativ mică pe dealurile de la Halmeu Vii, vinurile obținute aici se numără printre cele mai renumite din partea de nord a Transilvaniei. Creșterea animalelor este și ea o îndeletnicire tradițională, asigurând produse naturale și sănătoase.